# Dragon Throne: Battle of Red Cliffs
Dragon Throne: Battle of Red Cliffs (с англ. — «Драконий Трон: Битва у Красных Утёсов») или «Империя Дракона» — компьютерная игра в жанре стратегии в реальном времени, разработанная Object Software Limited в 2001-м году. На европейский рынок игра вышла в 2002 году. Сиквел игры Three Kingdoms: Fate of the Dragon (2000).

## Приём
| Сводный рейтинг       | Сводный рейтинг |
| Агрегатор             | Оценка          |
| --------------------- | --------------- |
| GameRankings          | 65,92 %         |
| Metacritic            | 60/100          |
| Русскоязычные издания |                 |
| Издание               | Оценка          |
| Absolute Games        | 65 %            |
| «Игромания»           | 0,0/10          |
| «НИМ»                 | 7,6/10          |
| «Страна игр»          | 7,5/10          |